# Guerra armenia-turca
La guerra armenia-turca (en armenio: հայ֊թուրքական պատերազմ, en turco: Türk-Ermeni Cephesi) fue un enfrentamiento armado entre la República Democrática de Armenia y los revolucionarios del Movimiento Nacional Turco que transcurrió entre el 23 de septiembre y el 2 de diciembre de 1920, y se desarrolló en gran parte del noreste de los actuales Turquía y Armenia, territorios solo nominalmente bajo control del Imperio otomano.
El conflicto finalizó con la firma de un acuerdo de paz en Alexándropol.

## Antecedentes

### Campaña del Cáucaso

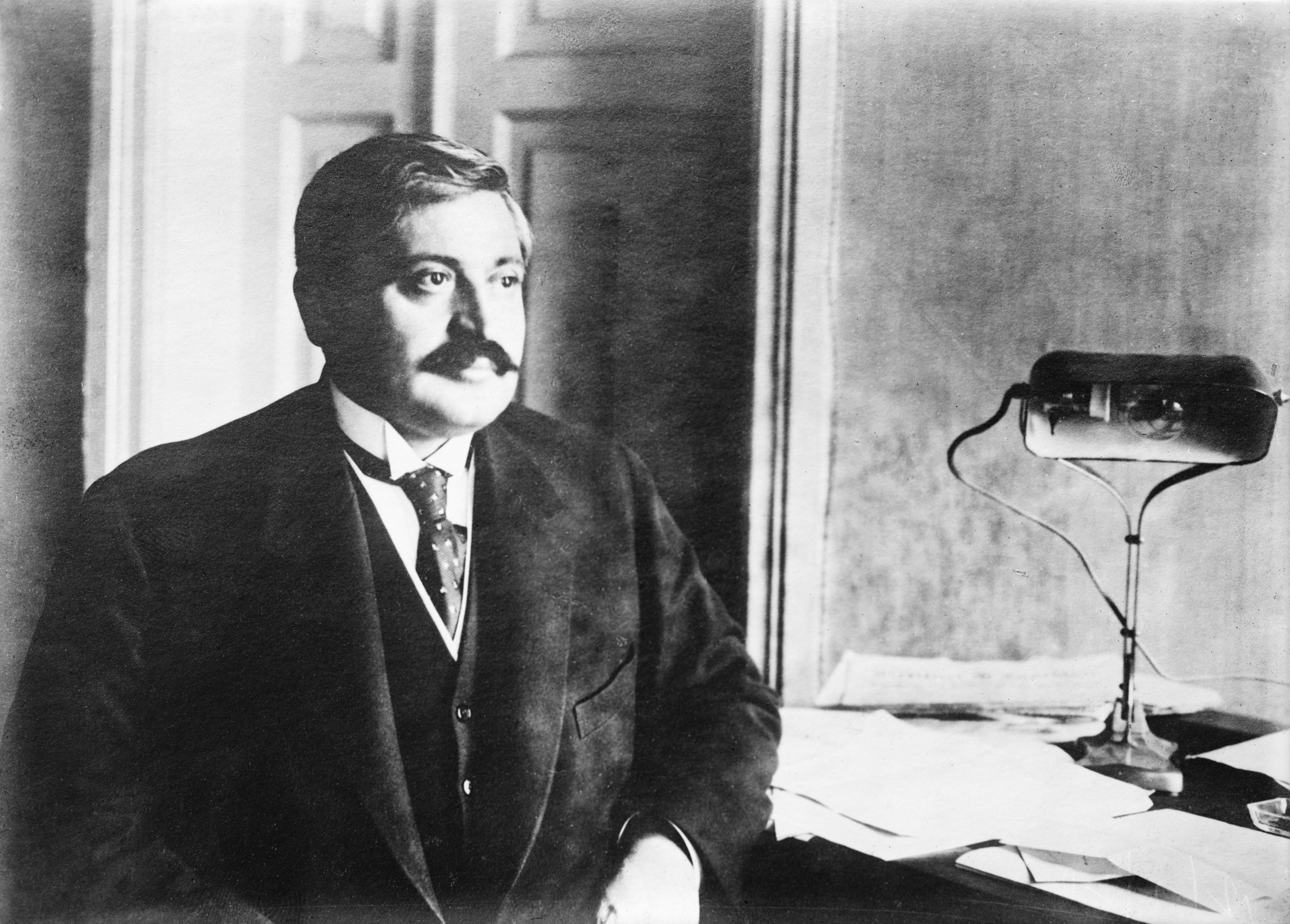
Mehmet Talat Paşa.

El visir Mehmet Talat firmó el Tratado de Amistad Ruso-Otomano (1 de enero de 1918) y el de Brest-Litovsk (3 de marzo de 1918) en el marco de la Primera Guerra Mundial; según lo dispuesto en ellos, todos los territorios conquistados (Ardahan, Kars y Batumi) por Rusia durante la guerra ruso-turca de 1877-1878 serían devueltos al Imperio otomano. Sin embargo, el Congreso Armenio de Armenios Orientales, movimiento que unificaba los Consejos Nacionales Armenios y que encabezaba el partido Dashnak, declaró la autonomía de su territorio, se aseguró el apoyo occidental gracias a la diáspora armenia y se preparó para defender las regiones de Erzurum, Bitlis y Van, imprescindibles para que su territorio no se convirtiera en un Estado encerrado.
En marzo de 1918, Vehib Paşa traslado el 3.er Ejército otomano a las zonas que ocupaban las unidades de voluntarios armenios. Ante la fuerte presión de esta fuerza combinada con unidades irregulares kurdas, las tropas armenias se retiraron de Erzincan a Erzurum, más al este. La ciudad de Van, bajo dominio armenio desde 1915, también fue abandonada. Tras las batallas de Kara Killisse, Sardarapat y Bash Abaran, las milicias armenias evacuaron Erzurum y Sarıkamış. Vehib Pasha también reclamó Trebisonda en el norte.
El 28 de mayo de 1918, el Movimiento de Liberación Nacional Armenio declaró la independencia de la República Democrática de Armenia (RDA) meses antes de que finalizara la Primera Guerra Mundial (11 de noviembre de 1918). Tovmas Nazarbekia, quien había sido comandante en la Campaña del Cáucaso y gobernador de la Administración de Armenia occidental, se convirtió en el primer jefe de Estado de la nueva república.

### Tratado de Batum
El 4 de junio de 1918, la República Democrática de Armenia y el Gobierno otomano firmaron el Tratado de Batum por el que se reconocía la independencia del nuevo Estado y se aceptaban las fronteras establecidas en el Tratado de Brest-Litovsk. Quince días después, una delegación armenia viajó a Estambul para que fuera ratificado por las Potencias Centrales. Sin embargo, el acuerdo fue objeto de controversia desde las filas de la República Democrática de Armenia, ya que el general Andranik junto con el Dashnakzutyún se desvincularon de su gobierno y, negándose a aceptar las fronteras, continuaron la guerra y declararon un nuevo Estado llamado República de la Armenia Montañosa.
Tras la derrota del Imperio otomano en la Primera Guerra Mundial y la obligación de aceptar el Armisticio de Mudros (firmado el 30 de octubre de 1918), las fronteras volvieron a trasladarse a los límites existentes al inicio de la contienda.

### La República de Kars
En los cinco meses transcurridos entre la firma del Tratado de Batum y el Armisticio de Mudros, el Gobierno otomano no tuvo tiempo para establecer un dominio efectivo en los territorios recuperados. Fruto de este vacío de poder surgió un nuevo y efímero Estado que presidió Fakhr al-Din Pirioghlu y cuyo centro se encontraba en Kars. En su territorio predominaba la población musulmana y comprendía las provincias de Kars y Batum, partes del distrito de Ereván en la provincia del mismo nombre, y los distritos de Ajalkalaki y Ajaltsije, pertenecientes a la provincia de Tiflis. En términos prácticos, empero, la nueva entidad estaba limitada a la provincia de Kars.
Su existencia coincidió con la del gobernador general impuesto por los británicos, cargo que había sido creado durante la intervención de la Entente en Transcaucasia.
Tras la firma del Armisticio, el alto comisionado británico, el almirante Somerset Arthur Gough-Calthorpe, destituyó a Pirioghlu y permitió a la RDA ocupar el territorio al que formalmente renunciaba el Gobierno otomano.

## Enfrentamiento abierto
Tras el Armisticio de Mudros llegó la firma del Tratado de Sèvres (10 de agosto de 1920), que significó la práctica desaparición del Imperio otomano. Las fuerzas del Movimiento Nacional Turco no reconocieron la validez de ese acuerdo y comenzaron a prepararse para librar una guerra de independencia nacional. Los combatientes turcos situados en Anatolia oriental llevaban tiempo preparándose para recuperar las provincias de Kars, Ardahan y Batum cedidas a la RDA. 

### El conflicto en Olti
Las primeras escaramuzas tuvieron lugar en junio de 1920 en el distrito de Olti, limítrofe con la RDA, cuyo dominio correspondía a la República Democrática de Georgia pero sin ningún control efectivo en la práctica. Las incursiones armenias hicieron que el general turco Kazım Karabekir desplazara a cuatro batallones de su ejército al distrito el 3 de septiembre, expulsando a las unidades armenias.

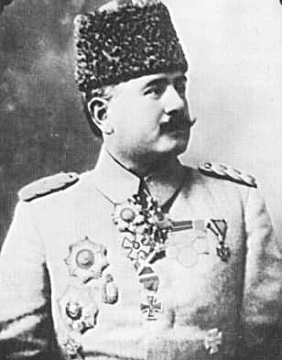
Kazım Karabekir, comandante de las fuerzas nacionalistas turcas.

Mientras esto sucedía, el gobierno nacionalista de Ankara y el nuevo gobierno bolchevique surgido de la Revolución rusa mantuvieron una serie de negociaciones con el fin de dotar a los turcos de financiación y armamento para la guerra. Para ello se consideró la posibilidad de abrir una ruta de abastecimiento a través de las repúblicas independientes de Georgia y Armenia. El apoyo soviético era vital para los turcos, pero sus exigencias fueron inaceptables. Los bolcheviques demandaban la cesión de las provincias de Van y Bitlis a la RDA. Tras la ruptura de las negociaciones, el ejército de Karabekir avanzó el 28 de septiembre hasta Sarıkamış.

### Sarıkamış, Kağızman y Merdeniq
El 30 de septiembre las tropas turcas tomaron la ciudad de Sarıkamış y en días posteriores Kağızman, Iğdir y Merdeniq. La línea de defensa armenia se derrumbó y el ejército turco avanzó devastando el área y expulsando a la población civil armenia que no había tenido tiempo, o voluntad, de huir. Simultáneamente, algunos regimientos armenios comenzaron a realizar limpiezas étnicas en los distritos de Kars y Ereván, aún bajo su control.
A principios de octubre, el Gobierno de la RDA pidió ayuda al Reino Unido, Francia, Italia y al resto de las potencias aliadas, pero no hubo respuesta. La mayor parte de las fuerzas británicas en la región se hallaban sofocando las revueltas en el mandato británico de Irak, mientras que Francia e Italia se enfrentaban a dificultades similares en el mandato francés de Siria y Antalya (controlada por los italianos). Georgia declaró la neutralidad durante el conflicto y solo Grecia proporcionó un cierto apoyo a los armenios, aunque insuficiente para frenar la ofensiva turca.

### Acuerdo de Ereván
El 11 de octubre, el enviado soviético Borís Legrán llegó a Ereván con un texto para negociar un acuerdo soviético-armenio. El tratado fue firmado el 24 de octubre y con él la República Democrática de Armenia se garantizaba el apoyo soviético.
La cuestión más importante estaba relacionada con Kars, ya que aseguraba el control de esta provincia al gobierno armenio. Ante los términos del acuerdo, los nacionalistas turcos volvieron a movilizar a su ejército oriental. Karabekir fue informado por la Gran Asamblea Nacional de Turquía y el mismo 24 de octubre dirigió sus tropas hacia Kars.

### Kars y Alexandropol
Las fuerzas de Karabekir marcharon hacia la ciudad de Kars, que fue abandonada por las tropas armenias y que quedó bajo control turco el 30 de octubre. Nuevamente la población civil fue víctima de saqueos, violaciones y asesinatos.
Las fuerzas turcas continuaron su avance y una semana después tomaron la ciudad de Alexandropol (actual Gümrü, en Armenia). El 12 de noviembre, ocuparon el estratégico pueblo de Agin, al noreste de las ruinas del antiguo reino armenio medieval de Ani, para avanzar desde ahí hacia Ereván. El 13 de noviembre Georgia abandonó la neutralidad después de que las tropas armenias invadieran la zona disputada de Lorri, que figuraba como Zona Neutral (el Condominio Shulavera) en el acuerdo establecido entre ambas naciones a principios de 1919. A finales de noviembre, la RDA quedó definitivamente derrotada.

### El Tratado de Gümrü
Las tropas turcas establecieron su cuartel general en Alexándropol y presentaron a la RDA un ultimátum. Ante el posible colapso total del país, el gobierno de Armenia solicitó un armisticio, y el 18 de noviembre se concertaron los términos del alto el fuego. Dos semanas más tarde, el 2 de diciembre, representantes de ambas naciones firmaron el Tratado de Alexandropol o Tratado de Gyumri cuyas condiciones para la RDA fueron muy severas: Armenia debía desarmar a la mayoría de sus fuerzas militares y ceder más de la mitad del territorio con el que contaba antes de la guerra. La RDA perdía de ese modo todas las concesiones otorgadas por las potencias europeas en el Tratado de Sèvres.
Sin embargo, mientras Karabekir y el ministro de Asuntos Exteriores armenio Aleksandr Jatisián negociaban los términos de la derrota, el Gobierno soviético ordenó a Sergó Ordzhonikidze invadir la RDA desde Azerbaiyán con el fin de establecer un nuevo gobierno probolchevique en el país. El 29 de noviembre, el 11.º Ejército soviético penetró en Armenia por Karavansarái (actual Ijeván).

## Consecuencias

### Fin de la República Democrática de Armenia, diciembre de 1920

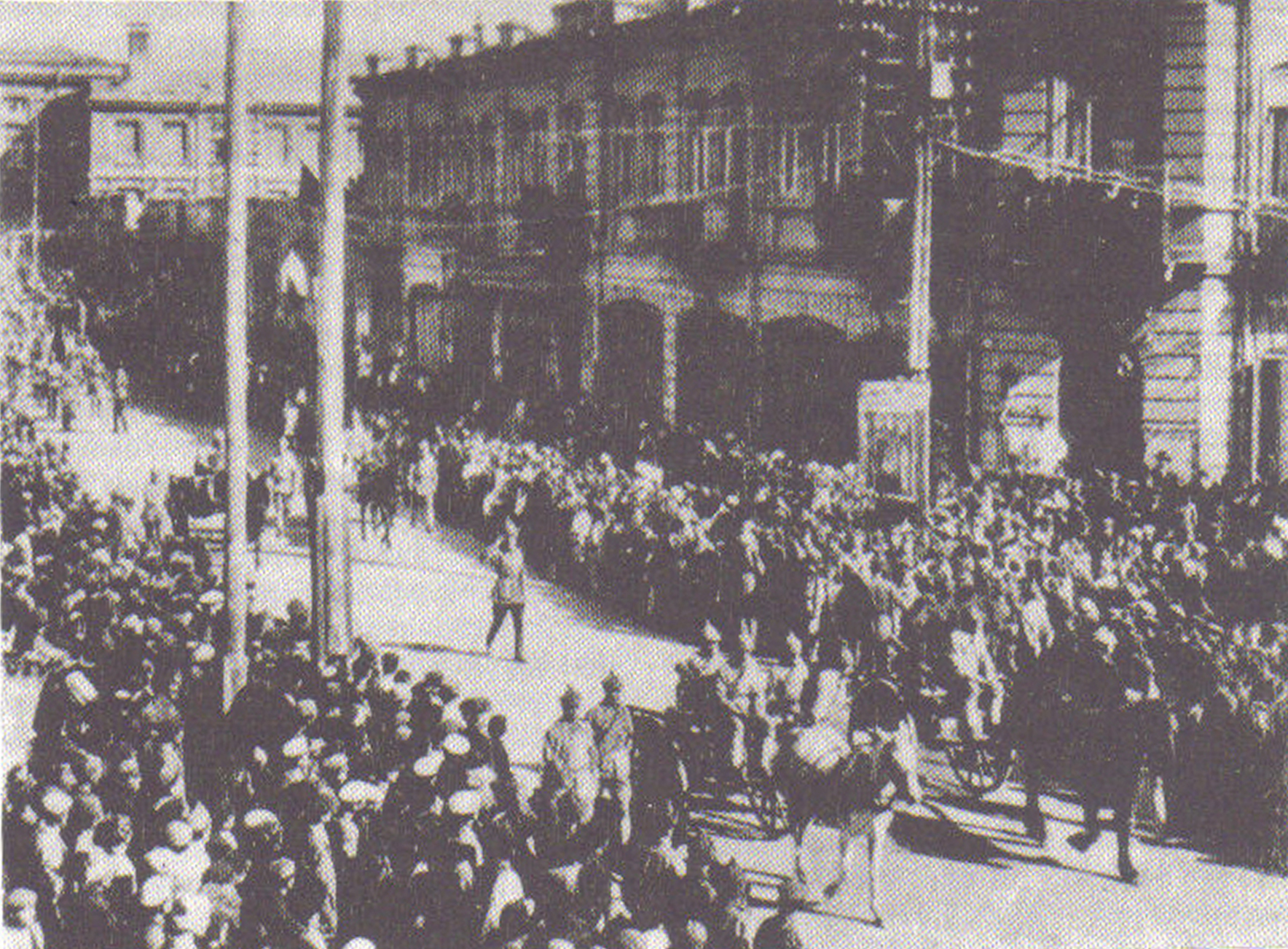
El 11.º Ejército del Ejército Rojo entrando en Ereván en 1920.

La invasión del ejército soviético no encontró resistencia por parte de las fuerzas armenias. La segunda guerra entre ambos países duró una semana. Agotados por los seis años de permanentes guerras y conflictos, el ejército y la población armenia fueron incapaces de articular cualquier tipo de oposición.
Cuando el 4 de diciembre de 1920 el 11.º Ejército entró en Ereván, el gobierno armenio entregó el poder. El 5 de diciembre, el Comité Revolucionario Armenio (Revkom), compuesto principalmente por armenios procedentes de Azerbaiyán, tomó el poder en la capital. De ese modo se puso fin a la existencia de la República Democrática de Armenia.
Su sustituta, la República Socialista Soviética de Armenia, se proclamó bajo la dirección de Aleksandr Miasnikyán.

### Tratado de Kars

La frontera turco-soviética establecida en el Tratado de Kars.

Los enfrentamientos armados en la región de Transcaucasia se resolvieron finalmente mediante la firma de dos tratados de amistad entre la Gran Asamblea Nacional Turca, que declaró posteriormente el nacimiento de la República de Turquía en 1923, y la Unión Soviética.
El primero de ellos fue el «Tratado de Amistad y Hermandad», también llamado Tratado de Moscú, firmado el 16 de marzo de 1921. Mediante este tratado Turquía cedió Ayaria a la URSS a cambio del territorio de Kars, que incluía las actuales provincias turcas de Kars, Iğdır y Ardahan.
El segundo de los acuerdos fue el Tratado de Kars, fechado el 23 de octubre de 1921, y en el cual participaron los representantes nacionalistas turcos y los de la República Socialista Soviética de Azerbaiyán, la República Socialista Soviética de Armenia y la República Socialista Soviética de Georgia.